# إخرخودن (أكودي نالخير)
إخرخودن هي إحدى مشيخات المملكة المغربية، تتبع جغرافيا لإقليم أزيلال وإداريًا لأكودي نالخير. يقدر عدد سكانها بـ 2122 نسمة حسب الإحصاء الرسمي للسكان والسكنى لسنة 2004.